# Kapitolina
Kapitolina – imię żeńskie pochodzenia łacińskiego, pochodzące od słowa oznaczającego lud łaciński, który mieszkał na Kapitolu. Patronką tego imienia jest św. Kapitolina (IV wiek), wspominana razem ze św. Eroteidą.
Imię Kapitolina jest imieniem używanym rzadko w XXI wieku. W styczniu 2024 r. w rejestrze PESEL, wśród publicznie dostępnych danych dotyczących osób żyjących, wykazano 18 kobiet o imieniu Kapitolina nadanym jako imię pierwsze. Dla porównania, najczęściej nadane jako imię pierwsze – Anna, nosi 1 072 616 osób.
Kapitolina imieniny obchodzi 27 października (wg kalendarza juliańskiego). 